# Zbiór potęgowy

Elementy zbioru potęgowego {x, y, z}.

Zbiór potęgowy – dla danego zbioru {\displaystyle X} zbiór wszystkich jego podzbiorów oznaczany symbolami {\displaystyle {\mathcal {S}}(X)},{\displaystyle {\mathcal {P}}(X)} lub {\displaystyle 2^{X}.} W aksjomatycznej teorii mnogości Zermela-Fraenkla istnienie zbioru potęgowego postuluje aksjomat zbioru potęgowego.
To, że zbiór {\displaystyle B} jest zbiorem potęgowym zbioru {\displaystyle A,} można formalnie zapisać tak:
{\displaystyle B={\mathcal {P}}(A)\;\equiv \;\forall x\;(x\in B\Leftrightarrow x\subseteq A).}
Uwaga: Ściśle biorąc, dla danego zbioru nie można podać definicji jego zbioru potęgowego, która zaczynała by się: „jest to zbiór, który...”, bo definicja taka zakłada istnienie zbioru przed jego zdefiniowaniem, a takie definiowanie jest zakazane w aksjomatycznej teorii ZF. Można jedynie formalnie zdefiniować dla dwóch zbiorów, kiedy jeden z nich jest zbiorem potęgowym drugiego.

## Moc zbioru potęgowego
Jeśli {\displaystyle A} jest zbiorem {\displaystyle n}-elementowym, to {\displaystyle {\mathcal {P}}(A)} ma dokładnie {\displaystyle 2^{n}} elementów. W szczególności, zbiór potęgowy zbioru pustego złożony jest tylko ze zbioru pustego, a więc ma {\displaystyle 2^{0}=1} element. Ogólniej, dla dowolnego zbioru {\displaystyle A}
{\displaystyle |{\mathcal {P}}(A)|=2^{|A|},}
gdzie {\displaystyle |{\mathcal {P}}(A)|,|A|} oznaczają moc (liczbę kardynalną) zbioru, odpowiednio, {\displaystyle {\mathcal {P}}(A)} i {\displaystyle A.} Zbiór potęgowy zbioru liczb naturalnych jest mocy continuum, tzn. jest równoliczny ze zbiorem liczb rzeczywistych. Twierdzenie Cantora mówi, że dla każdego (skończonego albo nieskończonego) zbioru {\displaystyle A,} jego zbiór {\displaystyle {\mathcal {P}}(A)} jest większej mocy (ma „więcej elementów”).

## Przykłady
- {\displaystyle {\mathcal {P}}(\varnothing )=\{\varnothing \}}
- {\displaystyle {\mathcal {P}}(\{\varnothing \})=\{\varnothing ,\{\varnothing \}\}}
- {\displaystyle {\mathcal {P}}(\{1,2,3\})=\{\varnothing ,\{1\},\{2\},\{3\},\{1,2\},\{1,3\},\{2,3\},\{1,2,3\}\}}